# Anžejs Pasečņiks
Anžejs Pasečņiks (Riga, 20 dicembre 1995) è un cestista lettone, di ruolo centro.

## Carriera
È stato selezionato dagli Orlando Magic al primo giro del Draft NBA 2017 (25ª scelta assoluta).

## Palmarès

### Squadra
- Campionato lettone: 3

VEF Rīga: 2011-12, 2012-13, 2014-15
- Supercoppa spagnola: 1

Gran Canaria: 2016

### Individuale
- MVP dell'All-Star Game under-18 europeo

VEF Rīga: 2013